# Spoorwegmuseum Grängesberg

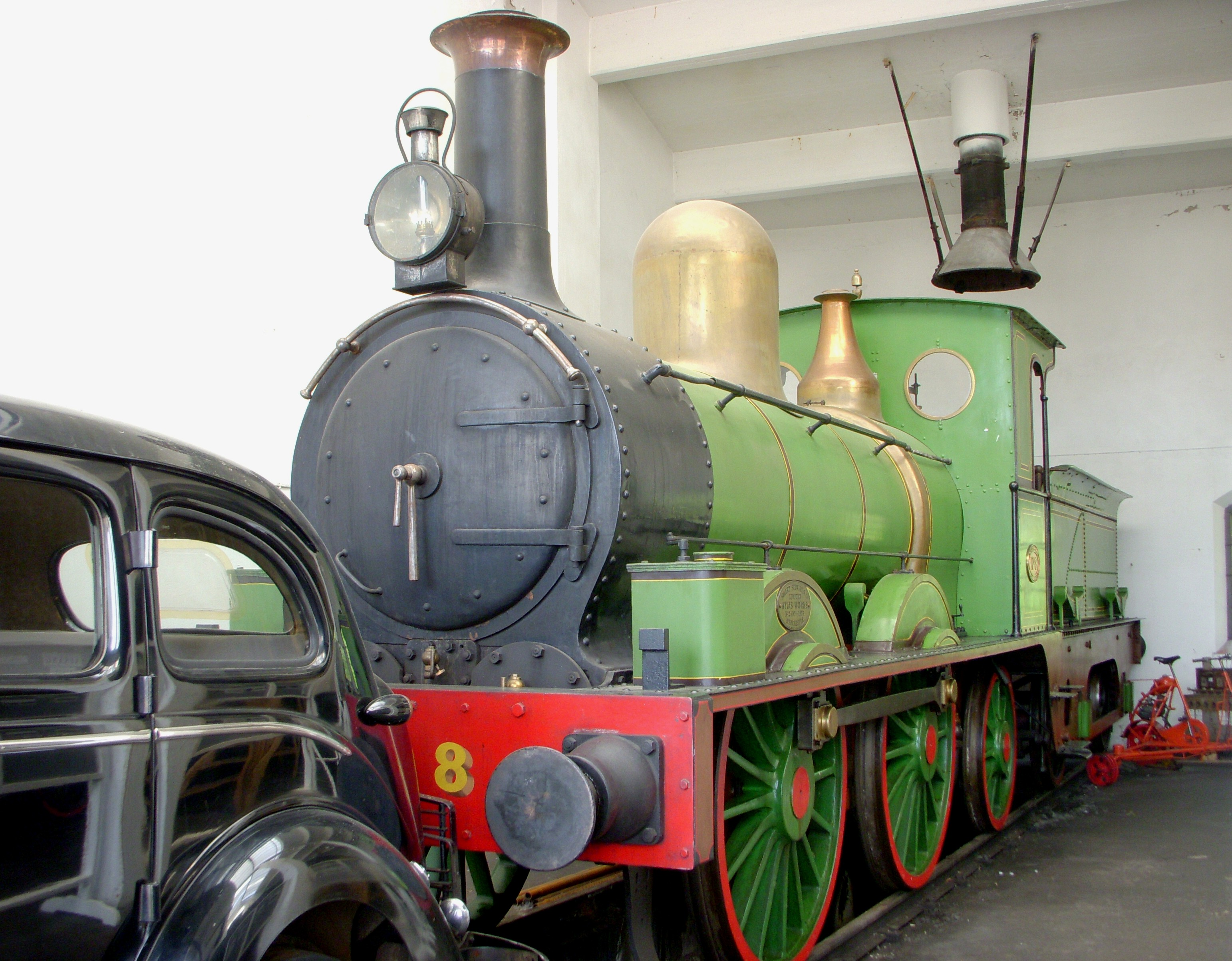
Een van de locomotieven in het museum

Het spoorwegmuseum Grängesberg (Zweeds: GrängesBergsBanornas Järnvägsmuseum (GBBJ) of kortweg Lokmuseet) is een spoorwegmuseum dat twee kilometer ten zuidwesten van de Zweedse plaats Grängesberg ligt. Het werd geopend in 1969.
In het museum zijn rond de 160 railvoertuigen te vinden met een bouwjaar tussen 1850 en 1980. Op het gehele complex is bijna 14 kilometer aan spoor te vinden. In het museum bevindt zich de enige nog rijklare stoomlocomotief M3T (nummer 71) in de wereld. Deze locomotief heeft een trekkracht van 22 ton en was Zwedens sterkste locomotief.